# Pantodon buchholzi
Den här artikeln handlar om sötvattensfisken. För saltvattensfiskarna som också kallas "fjärilsfiskar", se Chaetodontidae.
Fjärilsfisk (Pantodon buchholzi) är den enda arten i familjen Pantodontidae. Det är en sötvattensfisk. Den tillhör ordningen bentungeartade fiskar (Osteoglossiformes), och är inte närmare släkt med fjärilsfiskarna i familjen Chaetodontidae.
Arten förekommer i tropiska delar av västra Afrika.

## Utseende och anatomi
Fjärilsfisken är liten, inte mer än 13 centimeter lång, men med mycket stora bröstfenor och förstorade bröstmuskler. Den har välutvecklad simblåsa som möjliggör att den kan andas luft vid vattenytan. Munnen är uppåtvänd, en särskild anpassning till att kunna fånga byte på vattenytan.

## Ekologi
Den är köttätare och lever mest på insekter och mindre fiskar. Fjärilsfisken är en specialiserad ytjägare. Den ligger vid vattenytan och väntar, med ögonen fokuserade på ytan. Den hoppar upp ur vattnet och förflyttar sig på detta sätt kortare sträckor i luften, sträckor som kan mäta flera gånger dess kroppslängd. När den genomför dessa hopp slår den med sina stora bröstfenor vilket gett arten dess trivialnamn. Dock är det omdiskuterat om arten verkligen glidflyger.